# Hồ chứa nước Dnepr
Hồ chứa nước Dnepr (tiếng Ukraina: Дніпровське водосховище, Dniprovs'ke vodoskhovyshche) nằm trên sông Dnepr tại Ukraina, hình thành từ việc xây dựng nhà máy thủy điện Dnepr tại thành phố Zaporizhzhia vào năm 1932. Việc tích nước hồ chứa làm ngập các ghềnh Dnepr. Đây là một trong các hồ chứa thuộc bậc thang hồ chứa nước Dnepr.
Hồ chứa nước dài 129 km và thuộc các tỉnh Dnipropetrovsk và Zaporizhzhia. Hồ chứa nước trải dài từ đập Zaporizhzhia đến thượng nguồn ngay dưới thành phố Dnipro. Hồ rộng trung bình 3,2 km, và rộng 7 km ở chỗ rộng nhất. Hồ sâu trung bình 8 m, và sâu nhất là 53 m. Tổng lượng nước hồ là 3,3 km³. Vịnh Samara trải dài khoảng 10 km tại cửa sông Samara, chảy vào đầu phía bắc của hồ chứa.